# Anoplophora horsfieldii
Anoplophora horsfieldii är en skalbaggsart som först beskrevs av Hope 1842.  Anoplophora horsfieldii ingår i släktet Anoplophora och familjen långhorningar.
Artens utbredningsområde är Taiwan. Inga underarter finns listade i Catalogue of Life.